# 冰淇淋
冰淇淋（英語：Ice cream），口感較柔軟綿密者又稱霜淇淋（Soft ice），由圓錐形餅乾所盛裝者則稱蛋捲冰淇淋或甜筒（Ice cream cone），是一种冷冻的冰品、甜品。
通常以鮮奶油或奶油等乳制品為原料，並加入水果或其他成分和香料混合製成。大多數冰淇淋含糖，但也有一部分是使用其他的甜味剂。某些時候在天然成分之外，製造過程中也會加入人工香料或食用色素。混合後的原料會在降溫中同時攪拌，以混入空氣並防止冰晶產生。成品會呈現表面平滑的半凝固狀態。
工業制成的冰淇淋一般是将混合好的冰淇淋液体注入置于冰盐混合物的模具中，冰盐混合物在过冷融化的过程中，将吸收大量热，可令冰淇淋快速冷冻。
冰淇淋可以盛在盘子里、用勺子吃，或者用手拿着可食用的威化冰淇淋甜筒舔着吃。冰淇淋可以和其他甜点一起食用（如蛋糕或馅饼）、作为冷盘的配料（如冰淇淋漂浮物、圣代、奶昔和冰淇淋蛋糕），或者作为烘焙食品的配料（如阿拉斯加烤饼）。
意大利冰淇淋是意式冰淇淋。冻奶油冻是一种口味浓郁的冰淇淋。软冰淋口感更软，在美国，游乐园和快餐店经常供应这种冰淇淋。对于乳糖不耐症、对乳过敏或纯素食者，可以使用牛奶替代品如山羊奶、绵羊奶、大豆奶、燕麦奶、腰果奶、椰子奶、杏仁奶或豆腐奶制作的冰淇淋。香蕉“nice cream” 是一种 100% 以水果为基础的纯素食替代品。冷冻酸奶或“froyo”与冰淇淋类似，但使用酸奶，脂肪含量更低。水果冰糕或果子露不是冰淇淋，但冰淇淋店经常有售。
冰淇淋这个名称的含义在每个国家或地区各不相同。在美国和英国等國家，冰淇淋仅适用于特定品种，大多数政府根据主要成分的相对含量（尤其是奶油的量）来规范各种术语的商业使用。不符合冰淇淋标准的产品有时会被标记为“冷冻奶制品甜点”。在意大利和阿根廷等國家，一个词用于所有变体。

## 历史

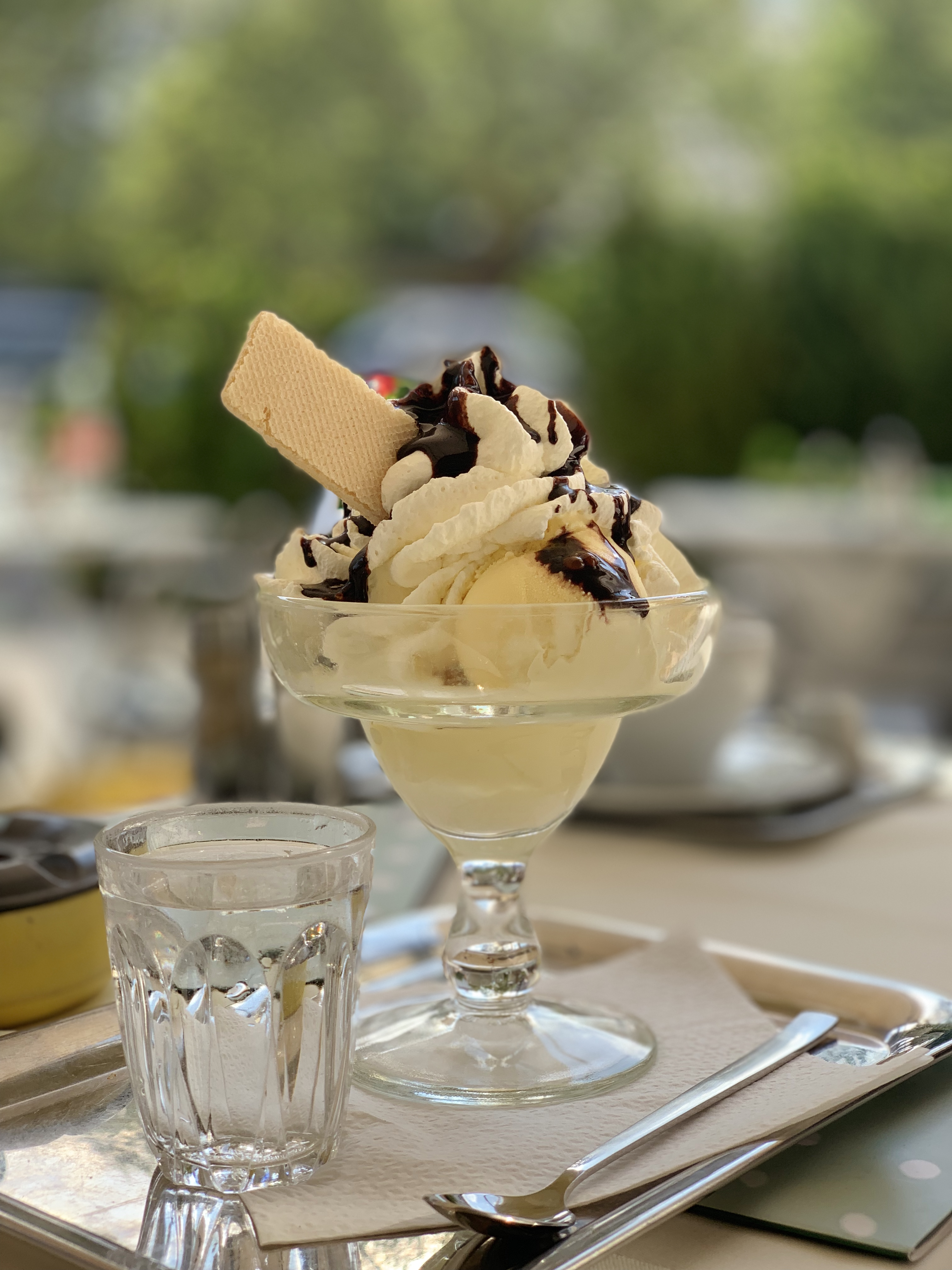
雪糕

在公元前300年的波斯，有人制成有玫瑰水味道的冰糕贡献给皇室。約在公元37–68年之間， 罗马帝國尼禄曾命人从高山上取下冰雪，拌以水果和牛奶，制成原始的冰淇淋。裝入雪中而被凍結。唐代的《酉阳杂俎》中记载了如何制作冷饮的方式，流質的“酪飲”與“糖酪”，前者為飲料，后者為水果的佐料而並非主料，另有低溫凝固如小山狀之奶油類食品“酥山”，以及以牛奶或羊奶配果汁之冷飲“冰酪”等。楊萬里曾對冰酪詠詩《詠冰酪》，後來發現其正確詩名為《詠酥》。
现代冰淇淋起源于意大利，意式冰淇淋也是现在冰淇淋的样子。
传说1533年从意大利出嫁到法国为皇后的凯瑟琳·德·美第奇将冰淇淋的制备工艺带到法国，并借由这个技术，得到了作为雪糕制作者的一份终身退休金。
最先制造出類似現代冰淇淋的产品是路易十六的御厨。当时冰淇淋的主要原料是奶油和冰块，故被称为“奶油冰”。后来随着大量使用乳清、炼乳、奶粉等其他原料後开始接近现代冰淇淋。1851年，
美国马里兰州巴尔的摩的牛奶商人將冰淇淋工藝工业化。蛋捲冰淇淋在1904年美国圣路易斯世界博览会上首次亮相。

### 早期冷冻甜点
冷冻甜点的起源尚不清楚，尽管关于其历史有几种记载。一些资料称冰淇淋的历史始于公元前550年的波斯。 
一本可追溯到公元1世纪的罗马食谱中，就有撒雪制作甜点的食谱公元2世纪的波斯记录中，也有用冰块冷却的甜饮料的食谱。
刨冰是一种用冰和调味糖浆制成的日本甜品。刨冰起源于平安时代，当时人们会在寒冷的月份把冰块存起来，然后削成薄片，在夏天与甜糖浆一起送给日本贵族。刨冰的起源在《枕草子》中有所提及，这是一本观察书，由平安时代在宫廷任职的清少纳言所写。
已知最早的人工制冰方法并非来自烹饪文献，而是来自13世纪叙利亚历史学家Ibn Abi Usaybi'a在其关于医学的著作《Kitab Uyun al-anba fi tabaqat-al-atibba》（《医师等级信息来源之书》）中所述的内容。在书中，Ibn Abu Usaybi'a 将这一方法归功于一位更古老的作者 Ibn Bakhtawayhi，但关于这位作者我们一无所知。
随着吸热效应的发现，冰淇淋的生产变得更加容易。在此之前，奶油很容易冷却，但不能冷冻。加入盐会降低冰的熔点，从奶油中吸收热量，使其结冰。

### 早期现代

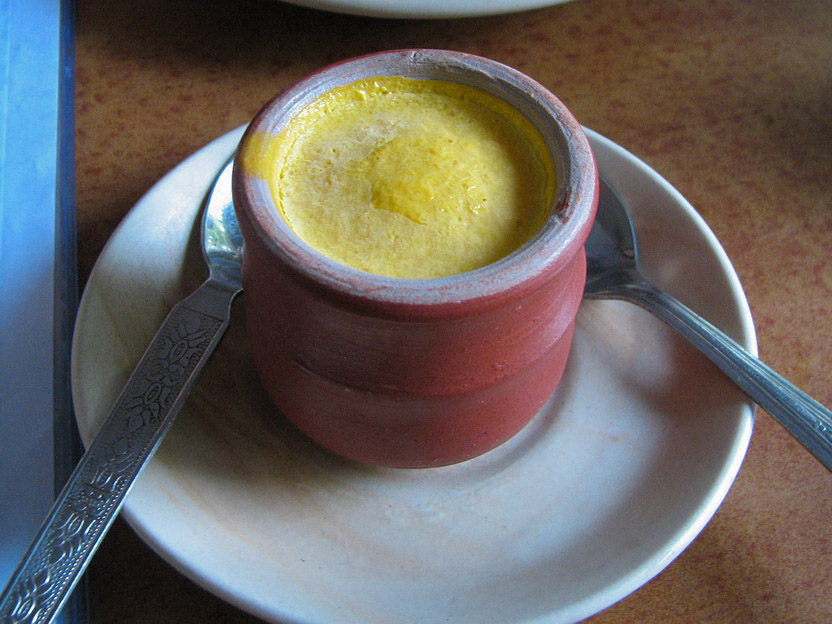
来自印度的库尔菲，盛放在马特基陶罐中

16世纪，莫卧儿帝国使用骑兵接力将冰从兴都库什山脉运送到首都德里，用来制作库尔菲——一种来自印度次大陆的流行冷冻奶制甜品，通常被描述为传统的印度冰淇淋。

### 欧洲
16世纪之前，欧洲从未有过冷冻技术。16世纪的作者曾提到，在冰中加入盐会产生冷冻效果。到17世纪后期，人们开始使用这种方法制作冰糕和冰淇淋。
人们有时认为冰淇淋传播到欧洲是摩尔商人的功劳，但更多的时候是马可波罗的功劳。虽然马可波罗在任何著作中都没有提到，但人们通常认为是他在中国旅行时了解到冰糕式甜品，并将这种甜品引入了意大利。 据传说，意大利公爵夫人凯瑟琳·德·美第奇于1533年嫁给奥尔良公爵（法国国王亨利二世），并带着意大利厨师来到法国，将调味冰糕带到了法国。 美第奇时期，法国没有意大利厨师，而在美第奇出生之前，法国就已经有了冰淇淋。一百年后，据说英格兰国王查理一世对这种“冰冻的雪”印象深刻，他愿意给自己的冰淇淋制造商提供终生养老金，以换取其保密配方，这样冰淇淋就成为了皇家特权。没有证据支持这些传说。

#### 法国
1665年，让·法尔热翁 (Jean Fargeon)在蒙彼利埃编辑的《稀有商品目录》列出了一种冷冻冰糕。虽然没有提供这种冰糕的成分，但法尔热翁指出，它是用一个容器浸入冰和硝石的混合物中冷冻食用的。这些冰糕装在陶罐中运输，每磅售价3里弗。
据《雌雄同体岛》记载，早在16世纪，用冰雪来冷却饮料的做法就已经在巴黎出现，尤其是在宫廷中。叙述者指出，他的主人会储存冰雪，后来将其添加到葡萄酒中。这种做法在路易十三统治期间慢慢发展起来，很可能是冰淇淋诞生的必要步骤。1682年，法国新糖霜师提供了一种特殊类型的冰淇淋配方，称为“橙花雪”。
1686年，意大利人Procopio Cutò在巴黎开了一家冰淇淋咖啡馆，冰淇淋大受欢迎，以至于在接下来的50年里，巴黎又开了250家冰淇淋咖啡馆。
第一份法语调味冰淇淋配方出现在1674年，尼古拉·勒梅里的《稀有珍品和最新自然风光》 (Recueil de curiositéz rares et nouvelles de plus admirables effets de la nature)中。冰糕的配方出现在1694年版安东尼奥·拉蒂尼 (Antonio Latini) 的《现代管家》 ( Lo Scalco alla Moderna) 中。 从 1692 年版开始，调味冰淇淋的配方开始出现在弗朗索瓦·马西亚洛 (François Massialot) 的《果酱、利口酒和水果新指南》 (Nouvelle Instruction pour les Confitures, les Liqueurs, et les Fruits)中。马西亚洛特的配方做出的冰淇淋质地粗糙，有卵石状。拉蒂尼声称，用他的配方做出的冰淇淋应该像糖和雪一样细腻。

## 成分
冰淇淋实则为一种胶体乳状液，由水、冰、乳脂、乳蛋白、糖及空气制成。其中，水与脂肪占比最高，共同构成了以脂肪球为分散相的乳状液。当乳状液吸纳空气泡后，便转化为泡沫，再经冷冻，便形成了分散的冰晶。值得注意的是，脂肪中的三酰甘油为非极性物质，它们能通过范德华力相互黏附。而水为极性物质，因此，需要乳化剂来促进脂肪的分散。此外，冰淇淋还含有胶体泡沫相，这一特性赋予了它轻盈的口感。冰淇淋中的酪蛋白、乳清蛋白等乳蛋白具有两性特质，它们能吸附水分并形成微团，这对于冰淇淋的质地形成起到了重要的作用。这些蛋白质对乳化作用、充气作用以及质地的形成都有着显著的贡献。蔗糖，作为一种二糖，常被用作甜味剂。而乳糖，作为乳中所含的糖分，具有降低冰点的特性。因此，在冷冻过程中，部分水分不会结冰，从而避免了冰淇淋形成过硬的口感。然而，乳糖过多则可能因冰点过度降低或乳糖结晶而导致口感不佳。

## 味道和款式

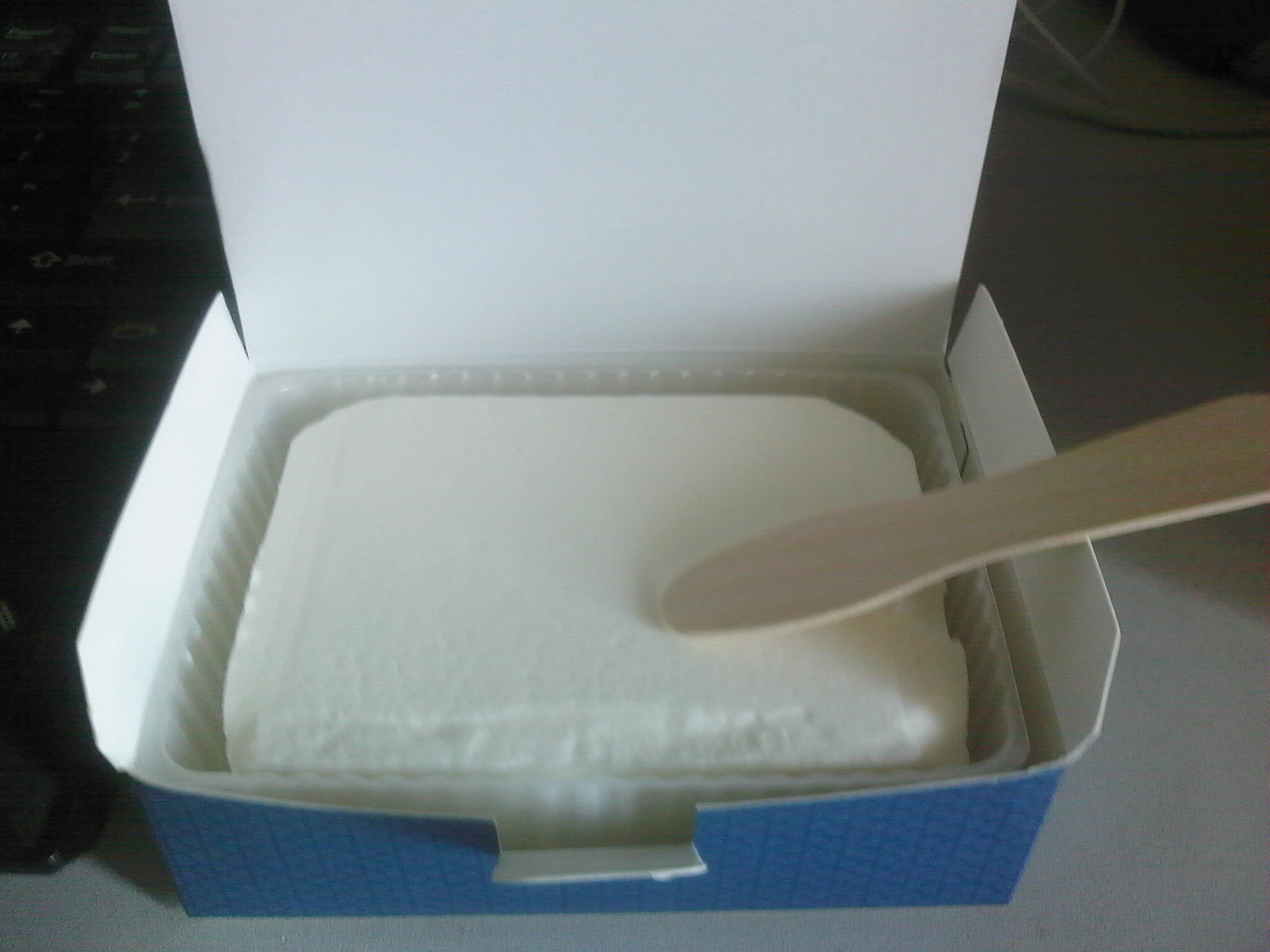
装在塑料盒里的奶砖

現時雪糕最主要的味道包括香草和巧克力兩種，放入任何材质内的容器食用均可。不同的國家有不同製作雪糕的方法，例如日本會把雪糕包裹在糯米粉糰內，成為雪米糍。最普遍的样式是在制作过程中，将雪糕同冰棒一样直接用一根木棍或塑料棍穿起。另一种常见食法为盛在由威化做成的圓錐形雪糕筒內，亦會淋上朱古力醬、果醬等。

## 種類
- 叭噗（台式冰淇淋）
- 冰餅
- 炒冰
- 美式冰淇淋（ice cream）
- 雪酪（sorbet）（水果冰淇淋）
- 霜酪（sherbet）（水果霜淇淋）
- 義式冰淇淋（Gelato）
- 霜淇淋（frost cream, soft cream, soft serve）
- 土耳其冰淇淋（Dondurma）

### 剉冰
冰淇淋與薑餅、威化，結合成「夾心冰淇淋」、「冰淇淋三明治」、圓錐形「甜筒」等等。

## 冰淇淋

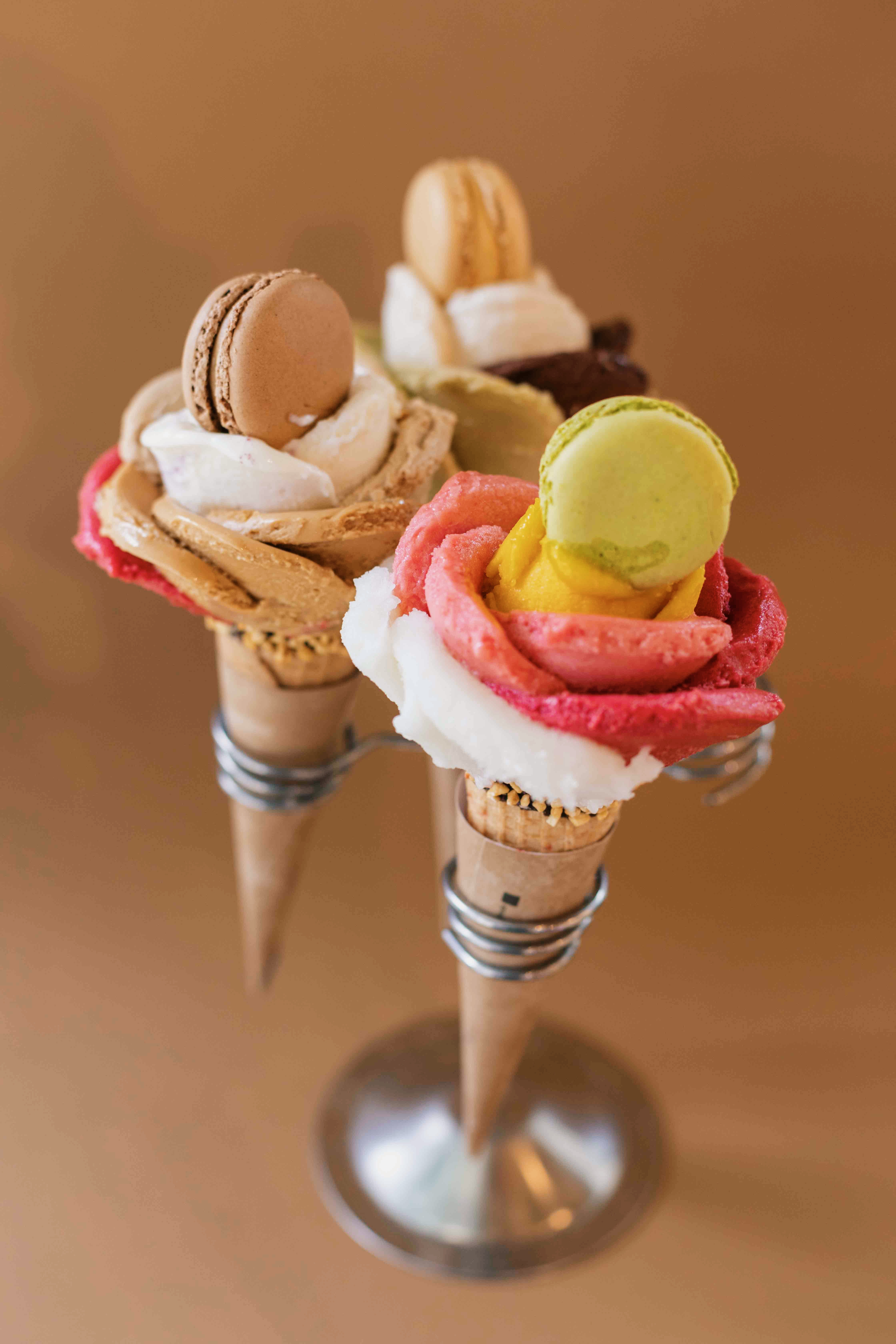
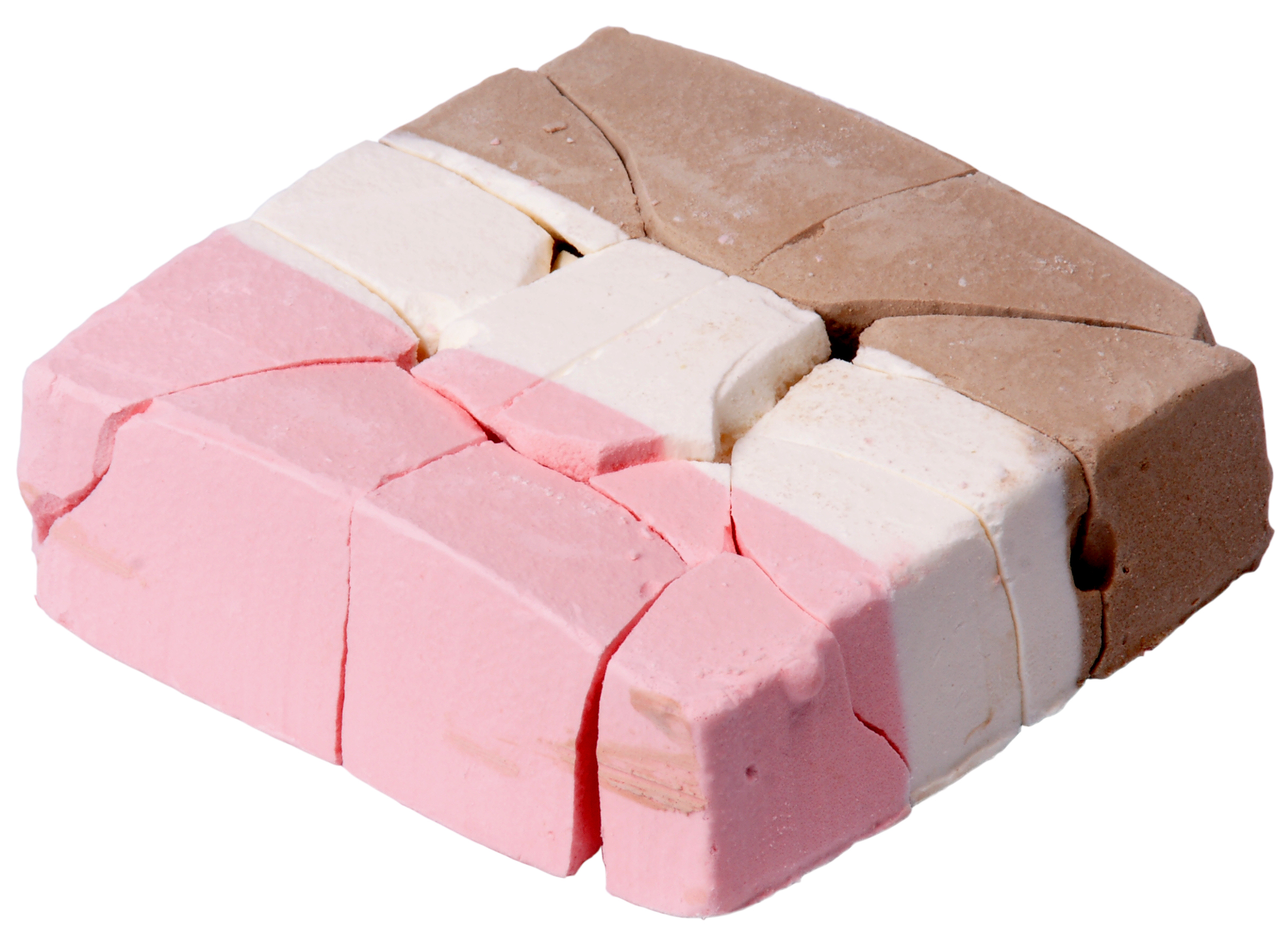
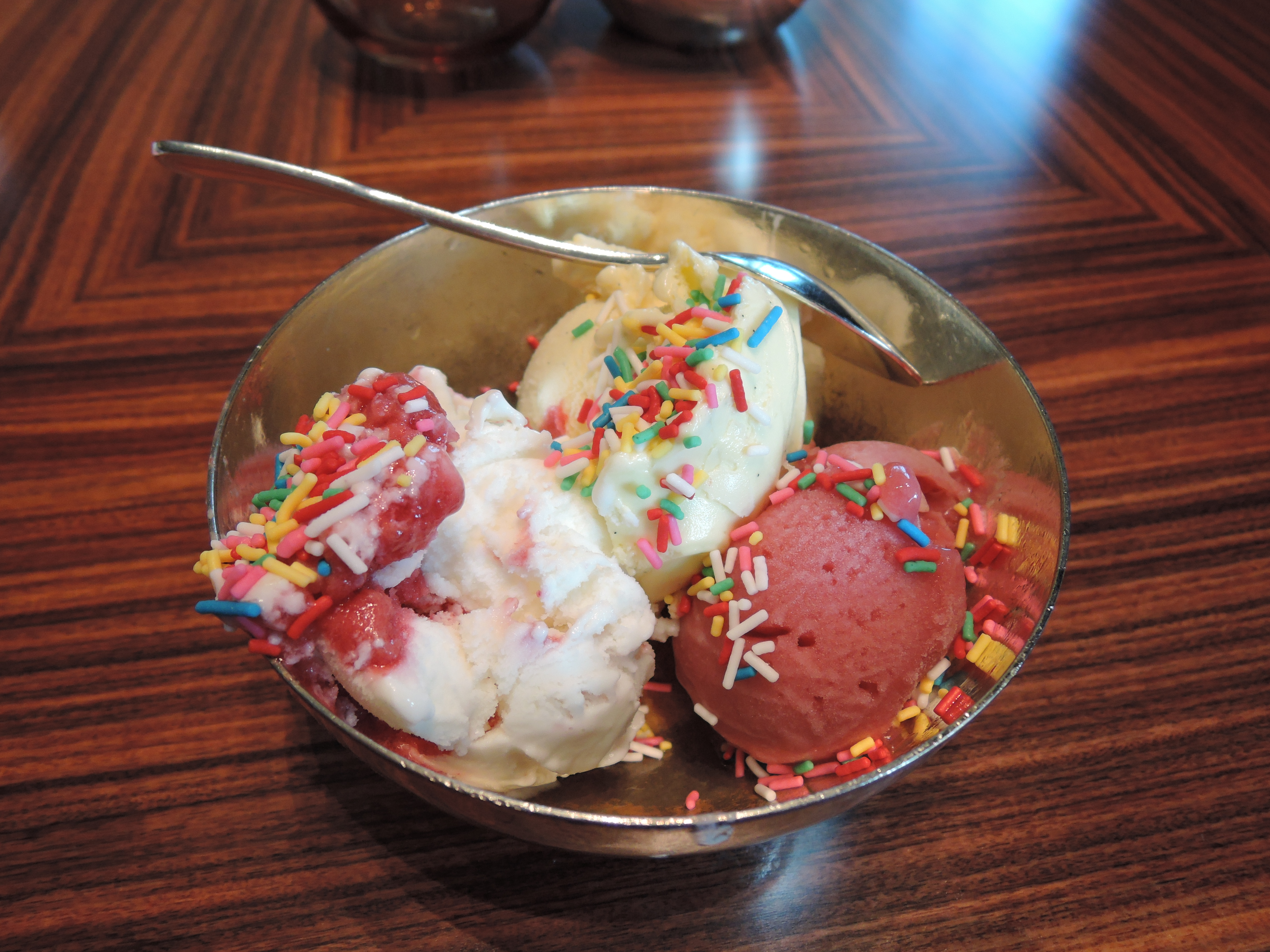
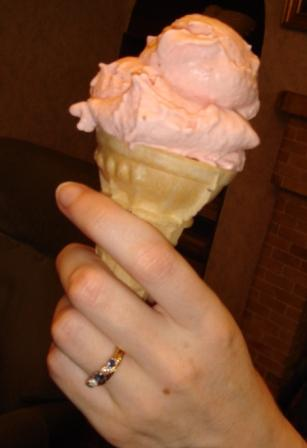
草莓口味的威化圓錐形「甜筒」
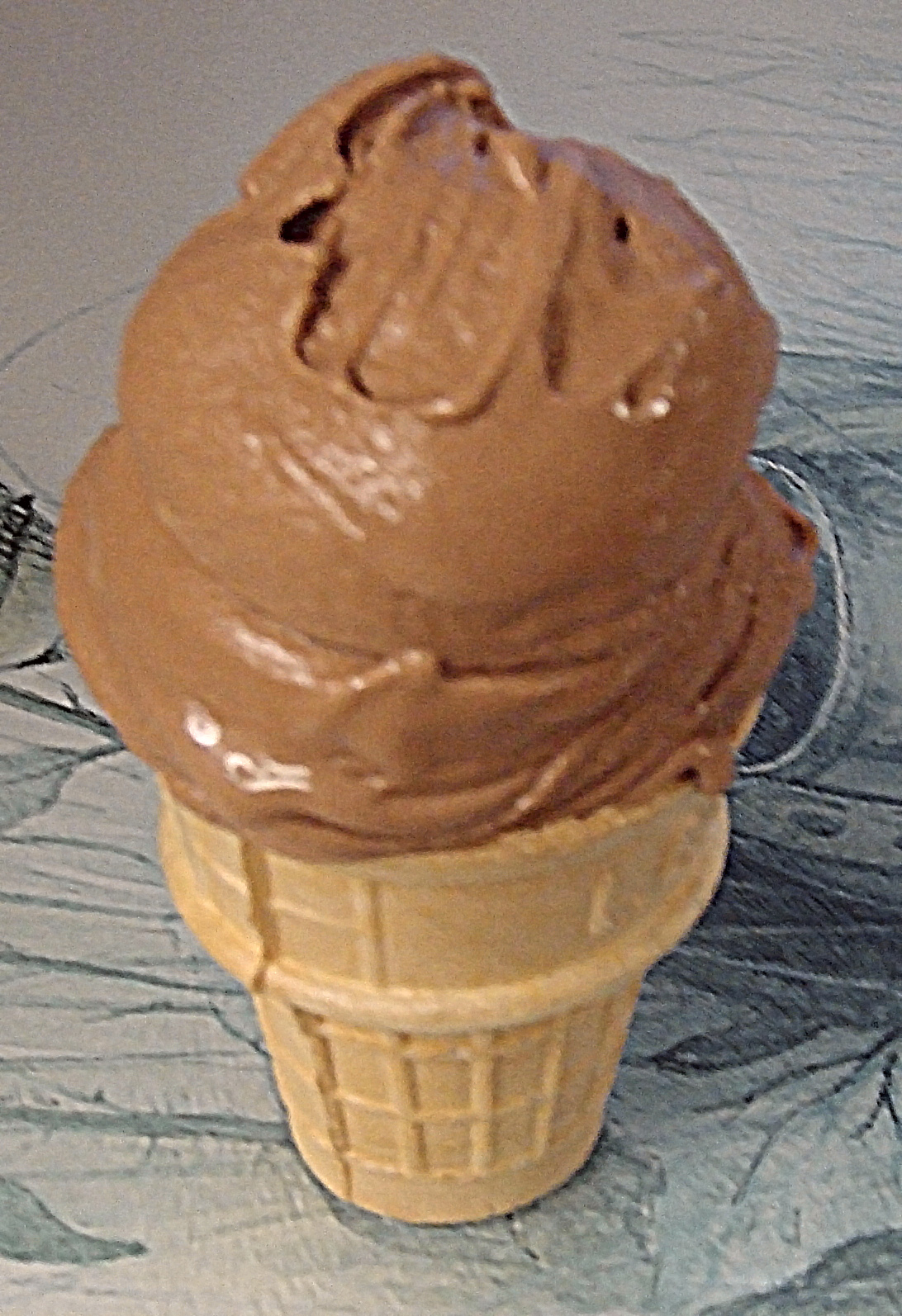
巧克力口味的威化圓錐形「甜筒」
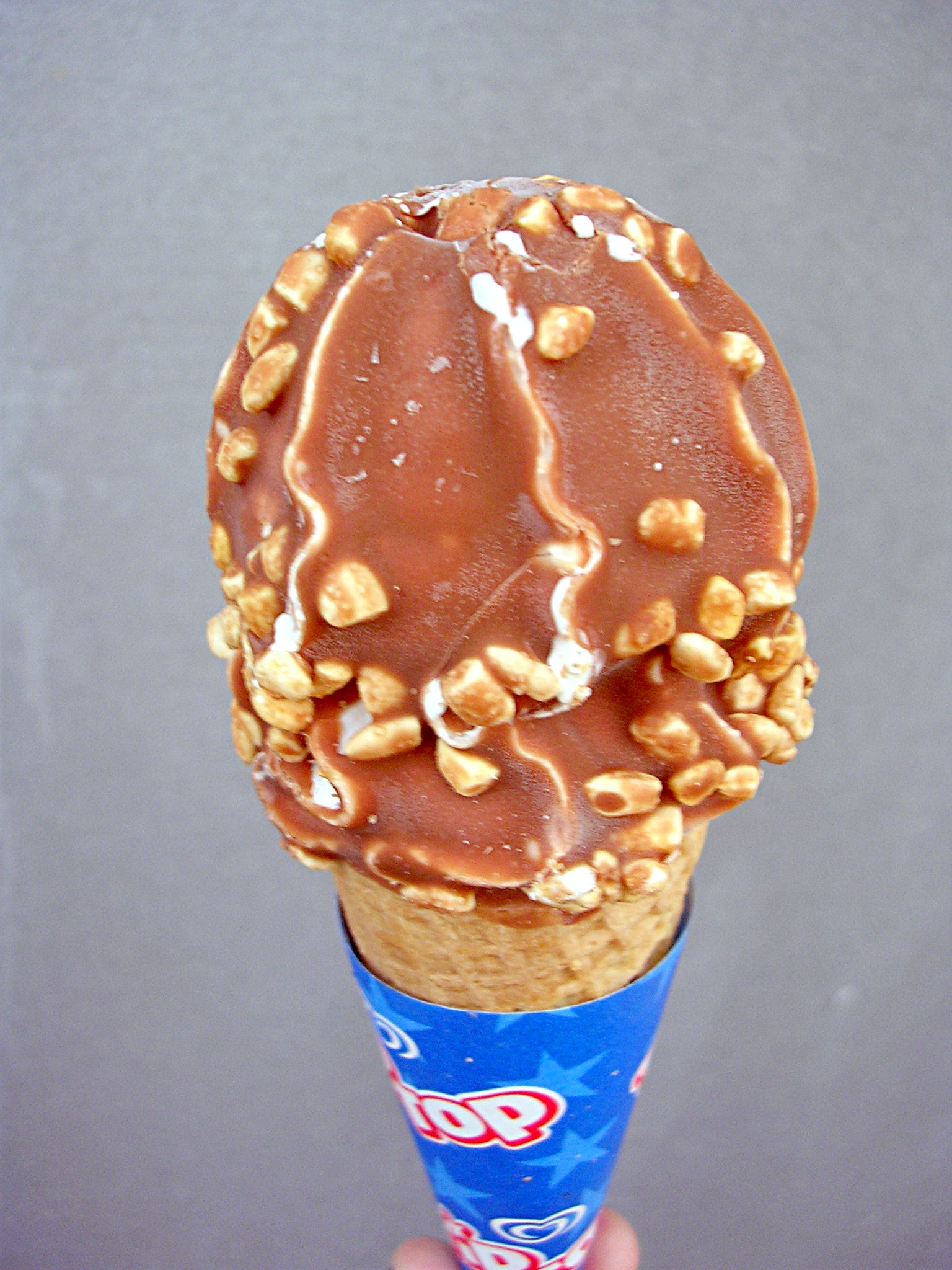
花生顆粒口味的薑餅圓錐形「甜筒」
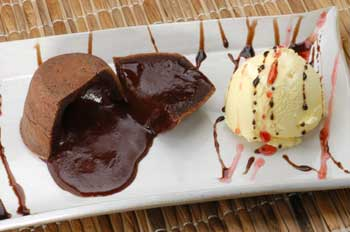
熔岩巧克力蛋糕配香草冰淇淋
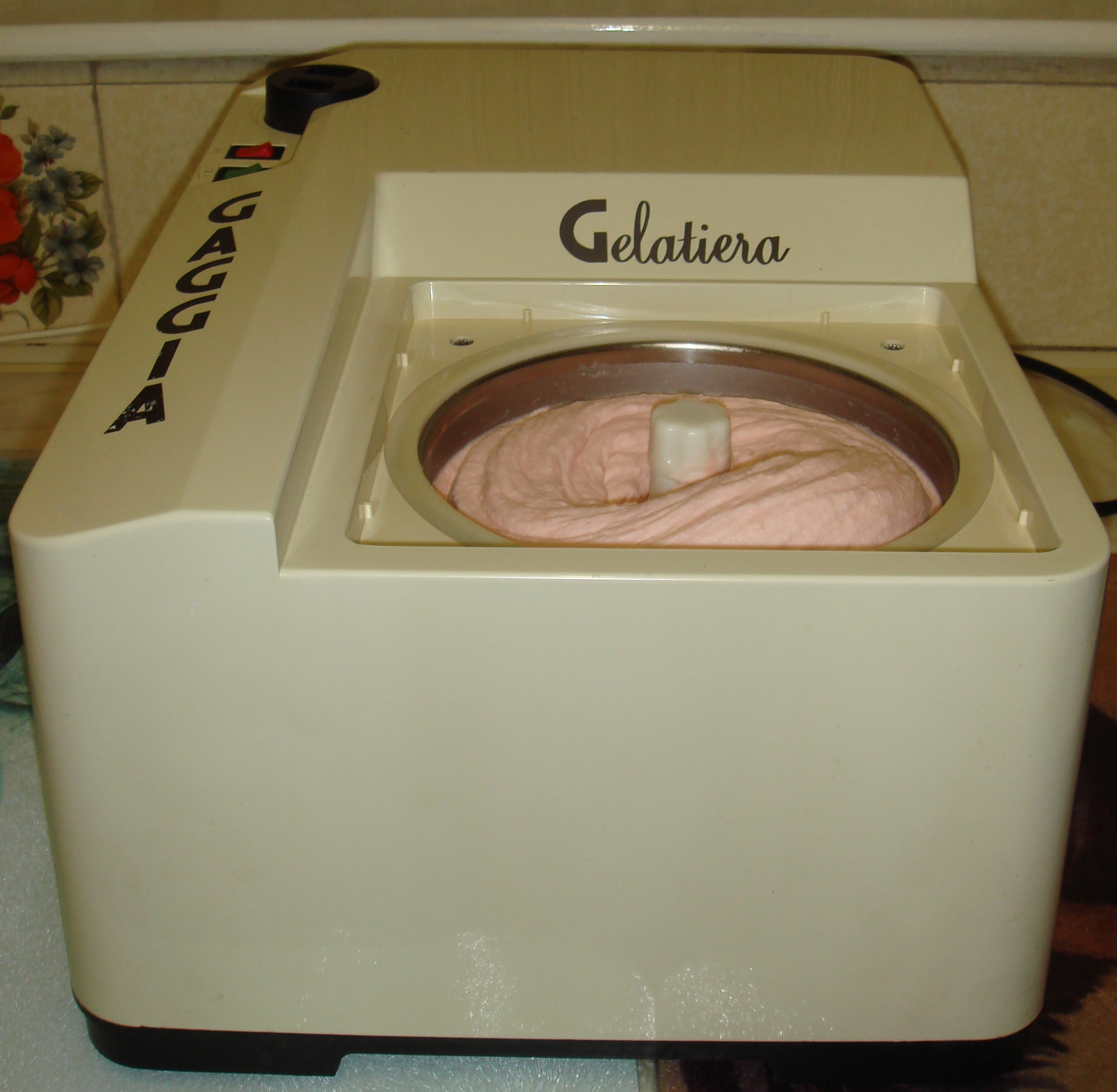
冰淇淋機器
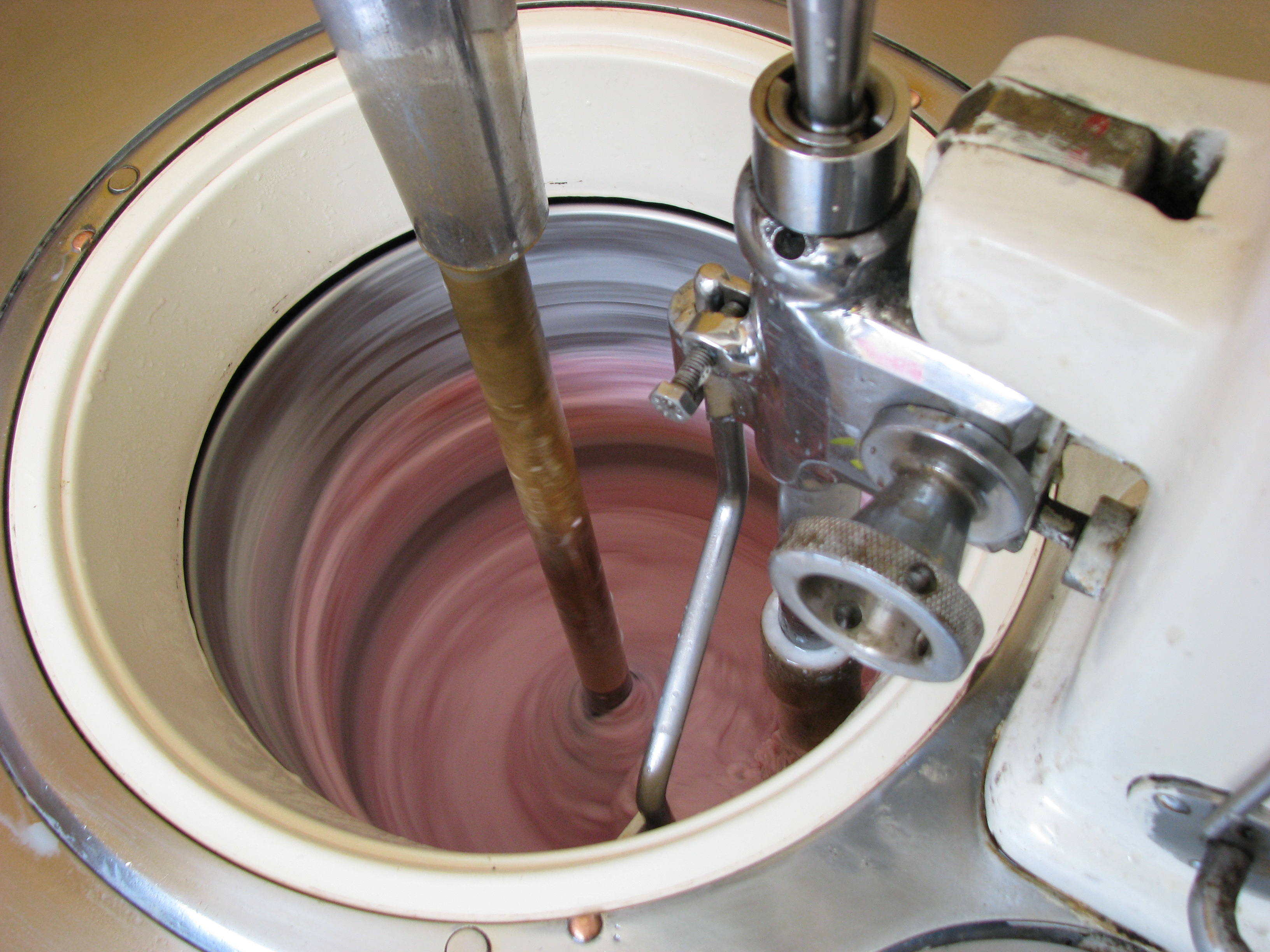
冰淇淋機器
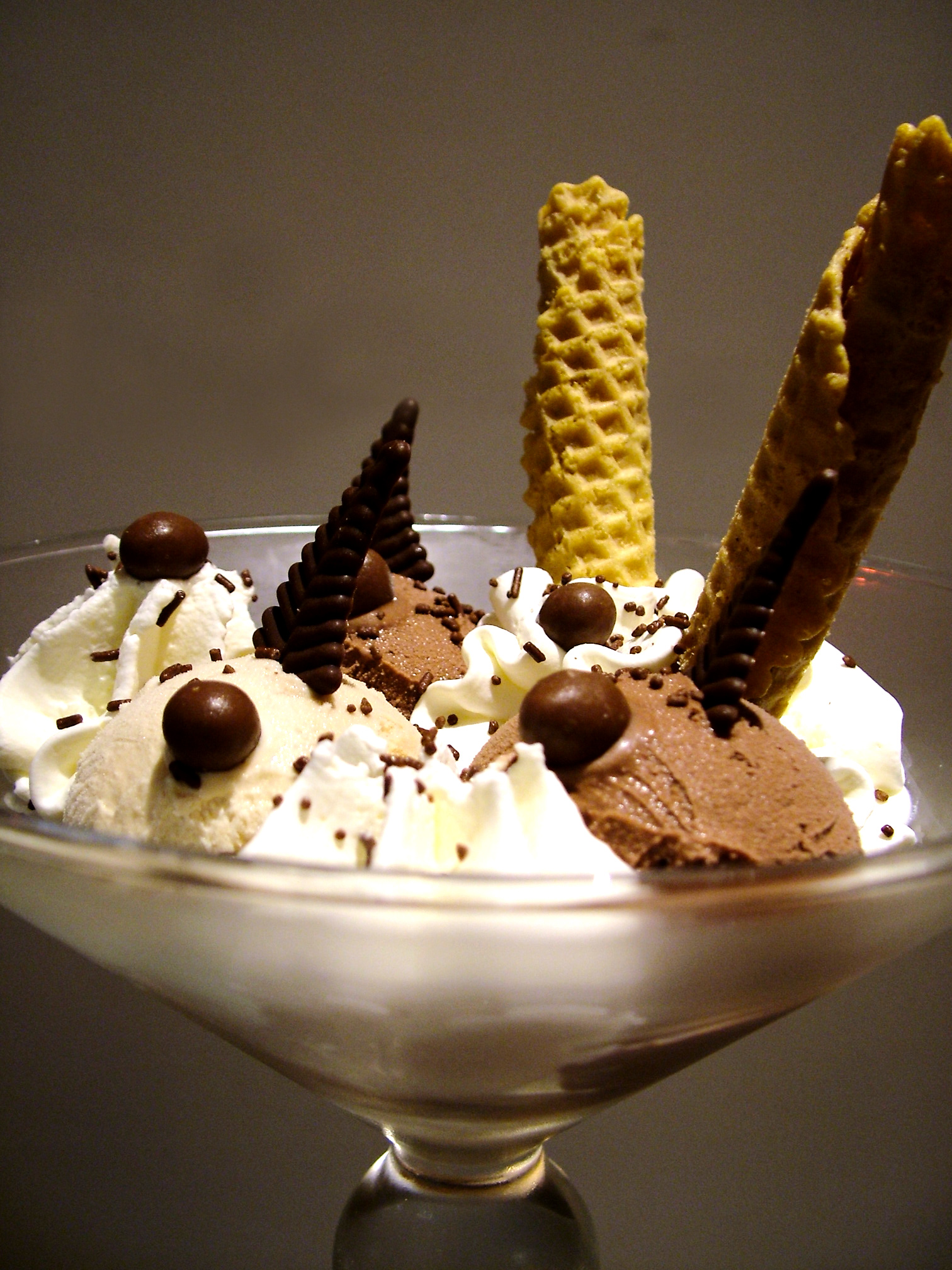
冰淇淋
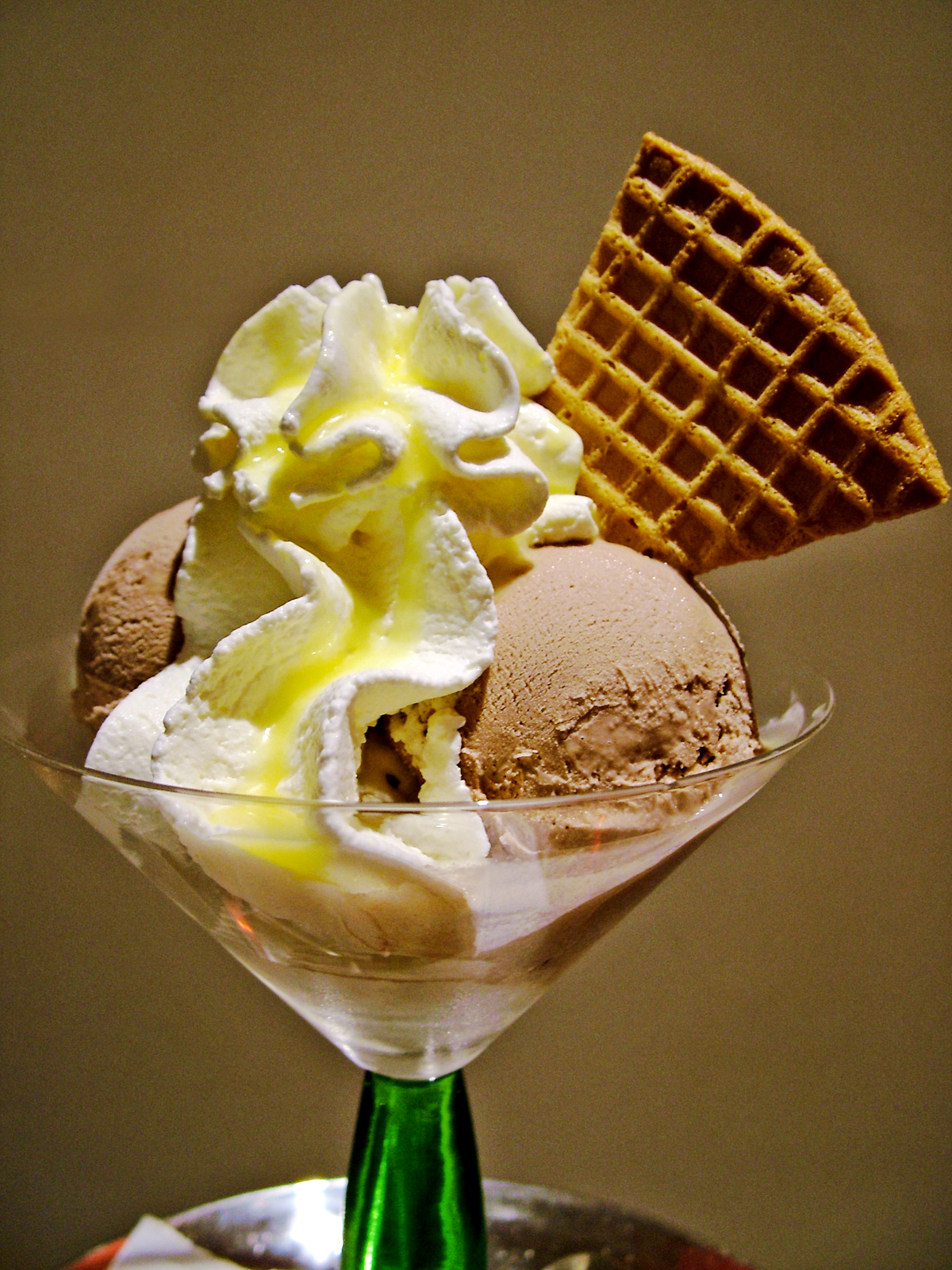
香草巧克力薑餅冰淇淋
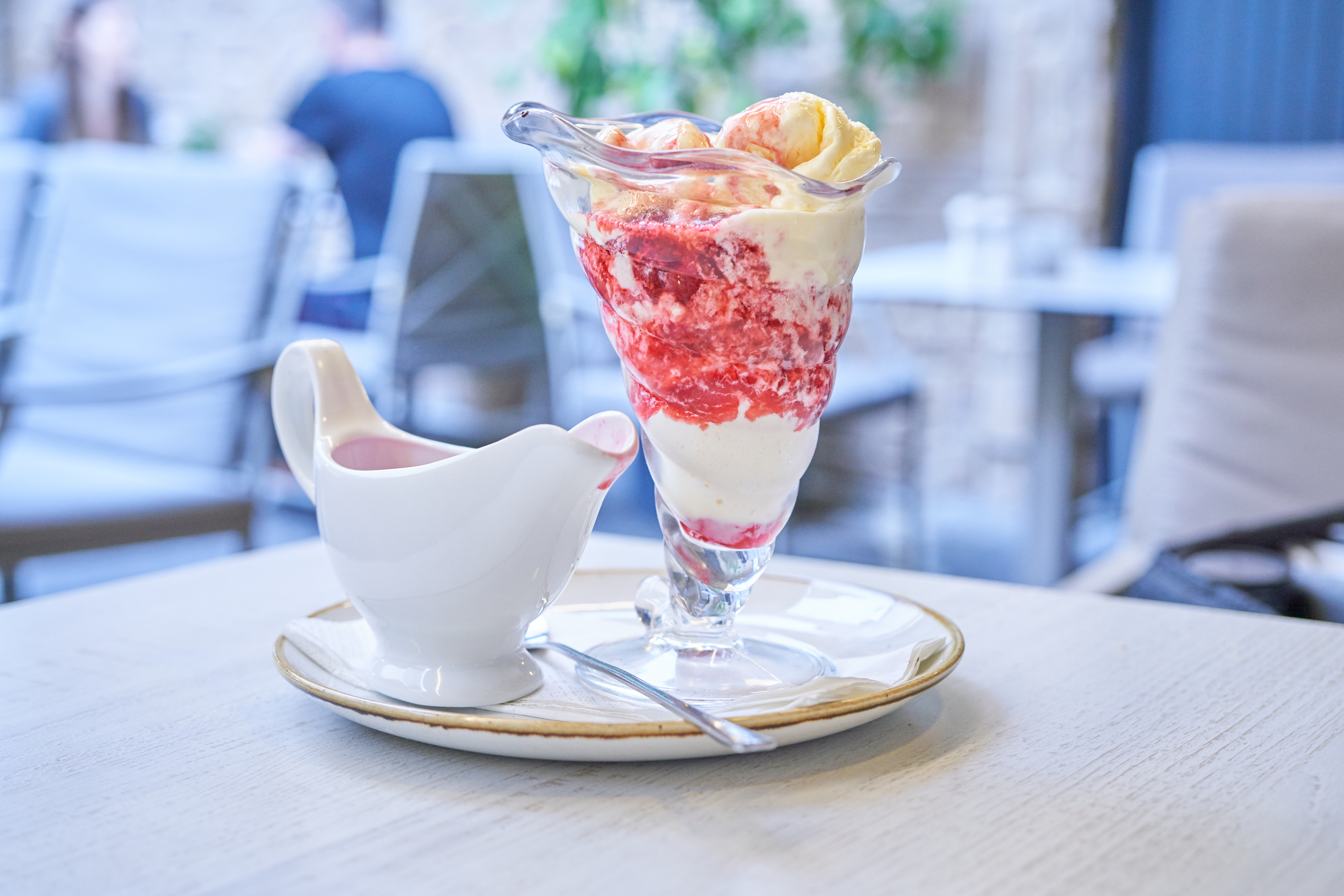

## 備注
1. ↑  Not to be confused with the small-batch ice cream business Nice Cream.